# Witjastief 2
Das Witjastief 2 (auch Witjastiefe 2, Witjas-Tief(e) 2, Vitias-Tief(e) 2 oder Vitiaz-Tief(e) 2 genannt) ist ein Meerestief im südwestlichen Teil des Pazifischen Ozeans (Pazifik) und mit 10.882 m Meerestiefe die tiefste Stelle des Tongagrabens. Es wurde nach dem sowjetischen Forschungsschiff Witjas benannt.
Das Witjastief 2 befindet sich im südwestlichen Pazifik östlich des Kermadec-Tonga-Rückens im südlichen Teil des Tongagrabens südlich von ʻEua, der südlichsten Tongainsel. Es liegt bei etwa 24° südlicher Breite und 175° westlicher Länge.